# Fever (album của Kylie Minogue)
Fever là album phòng thu thứ tám của ca sĩ người Úc Kylie Minogue, phát hành trên toàn cầu vào ngày 1 tháng 10 năm 2001 bởi Parlophone và tại thị trường Hoa Kỳ vào ngày 26 tháng 2 năm 2002 bởi Capitol Records. Sau khi bị Deconstruction Records sa thải bởi thành tích nghèo nàn của album thứ sáu Impossible Princess (1997), Minogue ký hợp đồng với Parlophone và gặt hái thành công với đĩa nhạc tiếp theo Light Years hai năm sau đó. Thành công trong việc theo đuổi phong cách disco và Europop với Light Years tạo tiền đề cho Minogue tiếp tục thể nghiệm âm nhạc thập niên 1970 cho Fever. Minogue hợp tác với nhiều nhà sản xuất và soạn nhạc như Cathy Dennis, Rob Davis, Richard Stannard, Julian Gallagher, TommyD, Tom Nichols, Pascal Gabriel và một số nhạc sĩ khác để tạo nên một bản thu âm dance-pop và nu-disco bên cạnh những ảnh hưởng của synth-pop và club music.
Sau khi phát hành, Fever nhận được những đánh giá tích cực từ các nhà phê bình âm nhạc, trong đó họ đánh giá cao quá trình sản xuất và tiềm năng thương mại của đĩa nhạc. Ngoài ra, album còn gặt hái nhiều đề cử tại những lễ trao giải lớn, bao gồm chiến thắng hai hạng mục tại giải thưởng Âm nhạc ARIA năm 2002 cho Bản phát hành Pop xuất sắc nhất và Album bán chạy nhất, cũng như giải Album quốc tế hay nhất tại giải Brit năm 2002. Fever cũng tiếp nhận những thành công vượt trội về mặt thương mại, đứng đầu các bảng xếp hạng ở Úc, Áo, Đức, Ireland và Vương quốc Anh, đồng thời vuơn đến top 10 ở hầu hết những thị trường còn lại. Tại Hoa Kỳ, đĩa nhạc ra mắt ở vị trí thứ ba trên bảng xếp hạng Billboard 200, trở thành đĩa nhạc đạt thứ hạng cao nhất trong sự nghiệp của Minogue tại đây. Tính đến nay, Fever đã bán được hơn 6 triệu bản trên toàn cầu và là album bán chạy nhất của Minogue. 
Bốn đĩa đơn đã được phát hành từ album. Đĩa đơn đầu tiên "Can't Get You Out of My Head" đứng đầu các bảng xếp hạng ở 40 quốc gia, được ghi nhận như bài hát trứ danh của Minogue và là một trong những đĩa đơn bán chạy nhất mọi thời đại. Đĩa đơn tiếp theo "In Your Eyes" cũng lọt vào top 10 ở nhiều thị trường lớn, trong khi hai đĩa đơn cuối cùng "Love at First Sight" và "Come into My World" đều nhận được đề cử giải Grammy cho Thu âm nhạc dance xuất sắc nhất trong hai năm liên tiếp, trong đó "Come into My World" giúp Minogue giành giải Grammy đầu tiên trong sự nghiệp tại lễ trao giải thường niên lần thứ 46. Để quảng bá album, Minogue tiến hành thực hiện chuyến lưu diễn KylieFever2002, với 49 đêm diễn ở châu Âu và Úc. Kể từ khi phát hành, đĩa nhạc luôn được xem như ví dụ điển hình cho sự sáng tạo liên tục của Minogue, cũng như giúp củng cố vị trí của cô như một biểu tượng âm nhạc quốc tế.

## Danh sách bài hát
| Fever – Phiên bản tiêu chuẩn | Fever – Phiên bản tiêu chuẩn   | Fever – Phiên bản tiêu chuẩn                                                       | Fever – Phiên bản tiêu chuẩn | Fever – Phiên bản tiêu chuẩn |
| STT                          | Nhan đề                        | Sáng tác                                                                           | Sản xuất                     | Thời lượng                   |
| ---------------------------- | ------------------------------ | ---------------------------------------------------------------------------------- | ---------------------------- | ---------------------------- |
| 1.                           | "More More More"               | Tommy D Liz Winstanley                                                             | Tommy D                      | 4:40                         |
| 2.                           | "Love at First Sight"          | Kylie Minogue Richard "Biff" Stannard Julian Gallagher Ash Howes Martin Harrington | Stannard Gallagher           | 3:57                         |
| 3.                           | "Can't Get You Out of My Head" | Cathy Dennis Rob Davis                                                             | Dennis Davis                 | 3:49                         |
| 4.                           | "Fever"                        | Greg Fitzgerald Tom Nichols                                                        | Fitzgerald                   | 3:30                         |
| 5.                           | "Give It to Me"                | Minogue Mark Picchiotti Steve Anderson                                             | Picchiotti                   | 2:48                         |
| 6.                           | "Fragile"                      | Davis                                                                              | Davis                        | 3:44                         |
| 7.                           | "Come into My World"           | Dennis Davis                                                                       | Dennis Davis                 | 4:30                         |
| 8.                           | "In Your Eyes"                 | Minogue Stannard Gallagher Howes                                                   | Stannard Gallagher           | 3:18                         |
| 9.                           | "Dancefloor"                   | Anderson Dennis                                                                    | Anderson                     | 3:23                         |
| 10.                          | "Love Affair"                  | Minogue Stannard Gallagher                                                         | Stannard Gallagher           | 3:47                         |
| 11.                          | "Your Love"                    | Minogue Pascal Gabriel Paul Statham                                                | Gabriel Statham              | 3:47                         |
| 12.                          | "Burning Up"                   | Fitzgerald Nichols                                                                 | Fitzgerald Nichols           | 3:59                         |
| Tổng thời lượng:             | Tổng thời lượng:               | Tổng thời lượng:                                                                   | Tổng thời lượng:             | 45:27                        |

| Fever – Phiên bản tại Úc (bản nhạc bổ sung) | Fever – Phiên bản tại Úc (bản nhạc bổ sung) | Fever – Phiên bản tại Úc (bản nhạc bổ sung) | Fever – Phiên bản tại Úc (bản nhạc bổ sung) | Fever – Phiên bản tại Úc (bản nhạc bổ sung) |
| STT                                         | Nhan đề                                     | Sáng tác                                    | Sản xuất                                    | Thời lượng                                  |
| ------------------------------------------- | ------------------------------------------- | ------------------------------------------- | ------------------------------------------- | ------------------------------------------- |
| 13.                                         | "Tightrope"                                 | Minogue Gabriel Statham                     | Gabriel Statham                             | 4:27                                        |

| Fever – Phiên bản giới hạn tại Hoa Kỳ (bản nhạc bổ sung) | Fever – Phiên bản giới hạn tại Hoa Kỳ (bản nhạc bổ sung) | Fever – Phiên bản giới hạn tại Hoa Kỳ (bản nhạc bổ sung) | Fever – Phiên bản giới hạn tại Hoa Kỳ (bản nhạc bổ sung) | Fever – Phiên bản giới hạn tại Hoa Kỳ (bản nhạc bổ sung) |
| STT                                                      | Nhan đề                                                  | Sáng tác                                                 | Sản xuất                                                 | Thời lượng                                               |
| -------------------------------------------------------- | -------------------------------------------------------- | -------------------------------------------------------- | -------------------------------------------------------- | -------------------------------------------------------- |
| 13.                                                      | "Boy"                                                    | Minogue Stannard Gallagher                               | Stannard Gallagher                                       | 3:47                                                     |
| 14.                                                      | "Butterfly"                                              | Minogue Anderson                                         | Picchiotti                                               | 4:09                                                     |

| Fever – Phiên bản tại Nhật Bản (bản nhạc bổ sung) | Fever – Phiên bản tại Nhật Bản (bản nhạc bổ sung) | Fever – Phiên bản tại Nhật Bản (bản nhạc bổ sung) | Fever – Phiên bản tại Nhật Bản (bản nhạc bổ sung) | Fever – Phiên bản tại Nhật Bản (bản nhạc bổ sung) |
| STT                                               | Nhan đề                                           | Sáng tác                                          | Sản xuất                                          | Thời lượng                                        |
| ------------------------------------------------- | ------------------------------------------------- | ------------------------------------------------- | ------------------------------------------------- | ------------------------------------------------- |
| 12.                                               | "Good Like That"                                  | Joe Belmaati Mich Hansen Kara DioGuardi           | Cutfather Belmaati DioGuardi                      | 3:33                                              |
| 13.                                               | "Baby"                                            | Winstanley Bottolf Lodemal Lars Aass              | Winstanley Lodemal Aass                           | 3:49                                              |
| 14.                                               | "Burning Up"                                      | Fitzgerald Nichols                                | Fitzgerald Nichols                                | 3:59                                              |

| Fever – Phiên bản tái phát hành tại Nhật Bản (bản nhạc bổ sung) | Fever – Phiên bản tái phát hành tại Nhật Bản (bản nhạc bổ sung) | Fever – Phiên bản tái phát hành tại Nhật Bản (bản nhạc bổ sung) |
| STT                                                             | Nhan đề                                                         | Thời lượng                                                      |
| --------------------------------------------------------------- | --------------------------------------------------------------- | --------------------------------------------------------------- |
| 15.                                                             | "Boy"                                                           | 3:49                                                            |
| 16.                                                             | "Butterfly"                                                     | 4:07                                                            |
| 17.                                                             | "Can't Get You Out of My Head" (video ca nhạc)                  | 3:50                                                            |
| 18.                                                             | "In Your Eyes" (video ca nhạc)                                  | 3:20                                                            |

| Fever – Phiên bản tại Châu Á (đĩa AVCD kèm theo) | Fever – Phiên bản tại Châu Á (đĩa AVCD kèm theo)       | Fever – Phiên bản tại Châu Á (đĩa AVCD kèm theo) |
| STT                                              | Nhan đề                                                | Thời lượng                                       |
| ------------------------------------------------ | ------------------------------------------------------ | ------------------------------------------------ |
| 1.                                               | "Định dạng dữ liệu, không thể phát"                    | 0:06                                             |
| 2.                                               | "Can't Get You Out of My Head" (video ca nhạc)         | 3:50                                             |
| 3.                                               | "In Your Eyes" (video ca nhạc)                         | 3:19                                             |
| 4.                                               | "Spinning Around" (video ca nhạc)                      | 3:30                                             |
| 5.                                               | "On a Night Like This" (video ca nhạc)                 | 4:10                                             |
| 6.                                               | "Can't Get You Out of My Head" (K & M's Mindprint Mix) | 6:36                                             |
| 7.                                               | "In Your Eyes" (Jean Jacques Smoothie Mix)             | 6:23                                             |
| 8.                                               | "Spinning Around"                                      | 3:28                                             |
| 9.                                               | "Boy"                                                  | 3:50                                             |
| 10.                                              | "Rendezvous at Sunset"                                 | 3:24                                             |

| Fever – Phiên bản đặc biệt (đĩa kèm theo) | Fever – Phiên bản đặc biệt (đĩa kèm theo)                            | Fever – Phiên bản đặc biệt (đĩa kèm theo) | Fever – Phiên bản đặc biệt (đĩa kèm theo) | Fever – Phiên bản đặc biệt (đĩa kèm theo) |
| STT                                       | Nhan đề                                                              | Sáng tác                                  | Sản xuất                                  | Thời lượng                                |
| ----------------------------------------- | -------------------------------------------------------------------- | ----------------------------------------- | ----------------------------------------- | ----------------------------------------- |
| 1.                                        | "Can't Get Blue Monday Out of My Head"                               |                                           |                                           | 4:03                                      |
| 2.                                        | "Love at First Sight" (The Scumfrog's Beauty & the Beast Vocal Edit) |                                           |                                           | 4:28                                      |
| 3.                                        | "Can't Get You Out of My Head" (Deluxe's Dirty Dub)                  |                                           |                                           | 6:52                                      |
| 4.                                        | "In Your Eyes" (Roger Sanchez's Release the Dub Mix)                 |                                           |                                           | 7:18                                      |
| 5.                                        | "Love at First Sight" (Ruff & Jam US Radio Mix)                      |                                           |                                           | 3:49                                      |
| 6.                                        | "Come into My World" (Fischerspooner Mix)                            |                                           |                                           | 4:20                                      |
| 7.                                        | "Whenever You Feel Like It"                                          | Minogue Billy Steinberg Rick Nowels       | Nowels                                    | 4:05                                      |

| Fever – Phiên bản đặc biệt tại Nhật Bản (đĩa kèm theo) | Fever – Phiên bản đặc biệt tại Nhật Bản (đĩa kèm theo) | Fever – Phiên bản đặc biệt tại Nhật Bản (đĩa kèm theo) |
| STT                                                    | Nhan đề                                                | Thời lượng                                             |
| ------------------------------------------------------ | ------------------------------------------------------ | ------------------------------------------------------ |
| 8.                                                     | "Tightrope"                                            | 4:29                                                   |
| 9.                                                     | "Can't Get You Out of My Head" (K & M's Mindprint Mix) | 6:35                                                   |
| 10.                                                    | "In Your Eyes" (Jean Jacques Smoothie Mix)             | 6:21                                                   |
| 11.                                                    | "Can't Get You Out of My Head" (video ca nhạc)         | 3:50                                                   |
| 12.                                                    | "In Your Eyes" (video ca nhạc)                         | 3:18                                                   |
| 13.                                                    | "Love at First Sight" (video ca nhạc)                  | 3:58                                                   |
| 14.                                                    | "Come into My World" (video ca nhạc)                   | 4:14                                                   |

Ghi chú
- "Come Into My World" được thay thế bằng bản radio trong hầu hết những phiên bản phát hành sau năm 2002, bao gồm bản đặc biệt, đĩa than và trên tất cả nền tảng nhạc số và phát trực tuyến.

## Xếp hạng
| Bảng xếp hạng (2001-02)                  | Vị trí cao nhất |
| ---------------------------------------- | --------------- |
| Album Úc (ARIA)                          | 1               |
| Album Áo (Ö3 Austria)                    | 1               |
| Album Bỉ (Ultratop Vlaanderen)           | 14              |
| Album Bỉ (Ultratop Wallonie)             | 12              |
| Album Canada (Billboard)                 | 10              |
| Album Đan Mạch (Hitlisten)               | 4               |
| Album Hà Lan (Album Top 100)             | 7               |
| Album Châu Âu (Music & Media)            | 1               |
| Album Phần Lan (Suomen virallinen lista) | 20              |
| Album Pháp (SNEP)                        | 21              |
| Album Đức (Offizielle Top 100)           | 1               |
| Album Hy Lạp Quốc tế (IFPI)              | 2               |
| Album Hungaria (MAHASZ)                  | 8               |
| Album Ireland (IRMA)                     | 1               |
| Album Ý (FIMI)                           | 6               |
| Album Nhật Bản (Oricon)                  | 17              |
| Album New Zealand (RMNZ)                 | 3               |
| Album Na Uy (VG-lista)                   | 4               |
| Album Ba Lan (ZPAV)                      | 12              |
| Album Scotland (OCC)                     | 1               |
| Album Nam Phi (RISA)                     | 3               |
| Album Tây Ban Nha (AFYVE)                | 9               |
| Album Thụy Điển (Sverigetopplistan)      | 10              |
| Album Thụy Sĩ (Schweizer Hitparade)      | 3               |
| Album Anh Quốc (OCC)                     | 1               |
| Album Hoa Kỳ Billboard 200               | 3               |

| Bảng xếp hạng (2003) | Vị trí |
| -------------------- | ------ |
| Album Nga (NFPF)     | 10     |

| Bảng xếp hạng (2001)                | Vị trí |
| ----------------------------------- | ------ |
| Album Úc (ARIA)                     | 5      |
| Album Úc Dance (ARIA)               | 1      |
| Album Áo (Ö3 Austria)               | 24     |
| Album Đan Mạch (Hitlisten)          | 61     |
| Album Hà Lan (Album Top 100)        | 62     |
| Album Châu Âu (Music & Media)       | 21     |
| Album Pháp (SNEP)                   | 143    |
| Album Đức (Offizielle Top 100)      | 26     |
| Album Ý (FIMI)                      | 47     |
| Album Thụy Điển (Sverigetopplistan) | 92     |
| Album Thụy Sĩ (Schweizer Hitparade) | 18     |
| Album Anh Quốc (OCC)                | 10     |
| Bảng xếp hạng (2002)                | Vị trí |
| Album Úc (ARIA)                     | 4      |
| Album Úc Dance (ARIA)               | 1      |
| Album Áo (Ö3 Austria)               | 71     |
| Album Bỉ (Ultratop Flanders)        | 67     |
| Album Bỉ (Ultratop Wallonia)        | 64     |
| Album Canada (Nielsen SoundScan)    | 24     |
| Album Hà Lan (Album Top 100)        | 47     |
| Album Châu Âu (Music & Media)       | 15     |
| Album Pháp (SNEP)                   | 55     |
| Album Đức (Offizielle Top 100)      | 50     |
| Album New Zealand (RMNZ)            | 30     |
| Album Thụy Sĩ (Schweizer Hitparade) | 41     |
| Album Anh Quốc (OCC)                | 15     |
| Hoa Kỳ Billboard 200                | 82     |
| Album Toàn cầu (IFPI)               | 30     |
| Bảng xếp hạng (2003)                | Vị trí |
| Album Úc (ARIA)                     | 57     |
| Album Úc Dance (ARIA)               | 2      |
| Album Anh Quốc (OCC)                | 196    |

| Bảng xếp hạng (2000-2009) | Vị trí |
| ------------------------- | ------ |
| Album Úc (ARIA)           | 13     |
| Album Anh Quốc (OCC)      | 43     |

| Bảng xếp hạng                    | Vị trí |
| -------------------------------- | ------ |
| UK Albums (OCC) Album nghệ sĩ nữ | 25     |

## Chứng nhận
| Quốc gia                                                                           | Chứng nhận  | Số đơn vị/doanh số chứng nhận |
| ---------------------------------------------------------------------------------- | ----------- | ----------------------------- |
| Argentina (CAPIF)                                                                  | Vàng        | 20.000^                       |
| Úc (ARIA)                                                                          | 7× Bạch kim | 490.000^                      |
| Áo (IFPI Áo)                                                                       | Bạch kim    | 40.000*                       |
| Bỉ (BEA)                                                                           | Vàng        | 25.000*                       |
| Canada (Music Canada)                                                              | 2× Bạch kim | 200.000^                      |
| Đan Mạch (IFPI Đan Mạch)                                                           | Vàng        | 25.000^                       |
| Pháp (SNEP)                                                                        | Bạch kim    | 300.000*                      |
| Đức (BVMI)                                                                         | Bạch kim    | 500.000^                      |
| Hy Lạp (IFPI Hy Lạp)                                                               | Vàng        | 15.000^                       |
| Hungary (Mahasz)                                                                   | Bạch kim    | 10.000^                       |
| Hà Lan (NVPI)                                                                      | Vàng        | 40.000^                       |
| New Zealand (RMNZ)                                                                 | 2× Bạch kim | 30.000^                       |
| Ba Lan (ZPAV)                                                                      | Vàng        | 50.000*                       |
| Nga (NFPF)                                                                         | Kim cương   | 200.000*                      |
| Nam Phi (RISA)                                                                     | Bạch kim    | 50.000*                       |
| Tây Ban Nha (PROMUSICAE)                                                           | 2× Bạch kim | 200.000^                      |
| Thụy Điển (GLF)                                                                    | Bạch kim    | 80.000^                       |
| Thụy Sĩ (IFPI)                                                                     | 2× Bạch kim | 80.000^                       |
| Anh Quốc (BPI)                                                                     | 5× Bạch kim | 1,730,000                     |
| Hoa Kỳ (RIAA)                                                                      | Bạch kim    | 1,159,000                     |
| Tổng hợp                                                                           |             |                               |
| Châu Âu (IFPI)                                                                     | 3× Bạch kim | 3.000.000*                    |
| * Chứng nhận dựa theo doanh số tiêu thụ. ^ Chứng nhận dựa theo doanh số nhập hàng. |             |                               |